# Rathaus (Marktbreit)

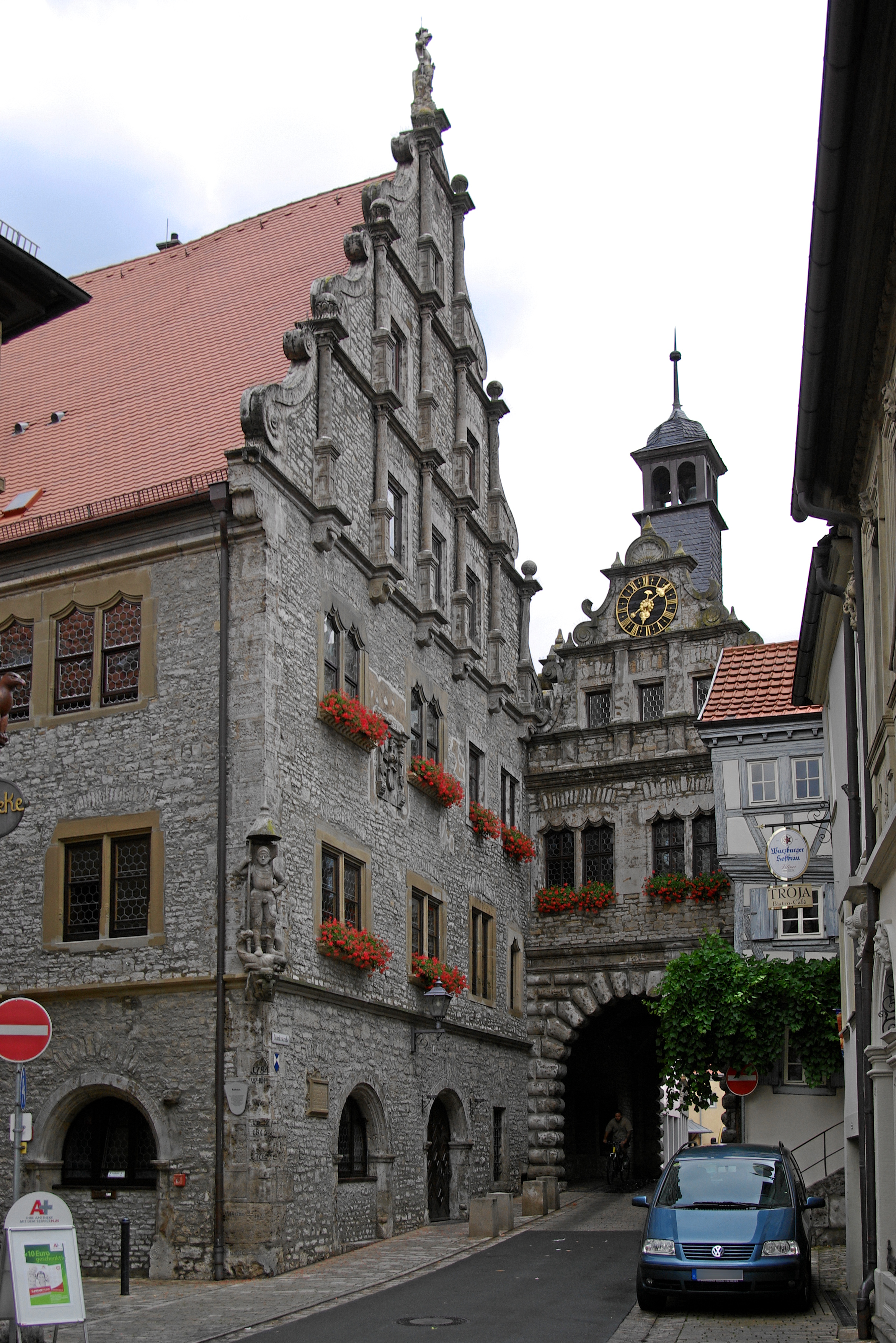
Das Rathaus in Marktbreit (links) neben dem Maintor, 2007

Das Rathaus der unterfränkischen Stadt Marktbreit ist repräsentativer Verwaltungssitz und Wahrzeichen der Gemeinde. Es liegt in der Marktstraße 4 (früher Hausnummer 175) im Norden des Ortes und wurde vom Baumeister Hans Keesebrod errichtet.

## Geschichte

### Vorgängerbau
Die Geschichte des Rathauses ist eng mit der der Stadt Marktbreit verbunden. Die Siedlung stieg in Hoch- und Spätmittelalter zu einem wichtigen Handelsposten zwischen Würzburg und Regensburg auf. Der Kern der heutigen Stadt lag auf der Südseite des Breitbachs auf einem Schuttkegel, der nicht von den jährlichen Hochwassern des Mains erreicht wurde. Die dörfliche Ansiedlung hielt ihre Gerichtstage und Versammlungen zunächst auf einem freien Platz auf dem Kirchhof der Nicolaikirche ab.
In der Folgezeit wuchs „Niedernbreit“ allerdings und ein Haus für die Verwaltung wurde geplant. Erstmals erwähnt wurde der Bau im Jahr 1480. Damals erließ der Dorfherr Friedrich von Seinsheim eine Trinkordnung für das Rathaus, das „uff der brukken“ lag. Das Gebäude war Anlaufpunkt für die Bevölkerung, weil hier auch Wein verkauft wurde. Wahrscheinlich war der Vorgängerbau des heutigen Rathauses an der Stelle des Maintores zu finden, war also nur wenige Meter weiter nördlich verortet.
Beim alten Rathaus handelte es sich wohl um einen eingeschossigen Bau, der mit einem Fachwerk-Dachgeschoss ausgestattet war. Darstellungen des Hauses existieren allerdings nicht. Hier waren ein Tanzboden für die Bevölkerung untergebracht und die Absolventen der Marktbreiter Lateinschule durften in den Räumlichkeiten Theaterstücke arrangieren. Im Rathaus wurde geheiratet und die Siebener oder die Handwerksmeister trafen sich hier.
Das alte Rathaus war aber bald für die wachsende Gemeinde zu klein geworden. Um 1550 erhielt das aufstrebende Dorf Niedernbreit eine Ummauerung und 1557 erteilte der Grundherr Georg Ludwig von Seinsheim seinen Untertanen das Marktrecht, sodass sich der Ort fortan Marktbreit nannte. Bald wurde auch der Gedanke laut, „das Rathaus zu erweitern“. Um diesen Plan umsetzen zu können, begann der Rat Materialien auf dem örtlichen Bauhof zu sammeln. Am Dreikönigstag des Jahres 1579 entschied der Rat sich für einen Neubau.

### Neubau
Um den Plan umzusetzen, benötigten die Stadtoberen die Unterstützung des Grundherren Georg Ludwig von Seinsheim, der bereits eine Art Bauplan zugesandt hatte. Des Weiteren nutzte man Gelder von verschiedenen Stiftern, wie Graf Johann Gerwigk von Schwarzenbach und dem Bauern Hans Dietrich, genannt Gampert, der in Marktbreit die Gampertsmühle betrieb. Zum Baumeister für den Rathausneubau erkoren die Verantwortlichen den Steinmetz Hans Keesebrod aus Segnitz. Ihm zur Seite stand der Zimmermann Leonhard Götz aus Ermetzhofen.
Die benötigten Rohstoffe für den Neubau wurden aus der näheren Umgebung beschafft. So verpflichtete man den Holzhändler Balthasar Keil aus Zeil am Main das Holz auf dem Main nach Marktbreit zu flößen. Aus Obernbreit kamen die Ziegel zur Baustelle. Der Baustoff Sandstein war in genügender Anzahl in der Marktbreiter Gemarkung vorhanden, lediglich die für Details benötigten, grünen Werksandsteine musste man aus Gnodstadt bzw. Obernbreit zukaufen. Am Bau beteiligten sich auch die Bürger der Gemeinde, die Frondienste zu leisten hatten.
Der Rohbau war bereits bis zum Jahr 1580 fertiggestellt. Allerdings kam es in der Folgezeit zu Finanzierungsengpässen, sodass einer der Räte 1581 ein Darlehen vorstrecken musste. In der Folgezeit schritt der Innenausbau zügig voran. Noch 1581 war das Rathaus vollendet, obwohl sich keinerlei Quellen erhalten haben, in denen von besonderen Feiern zu diesem Anlass berichtet wird. Das Haus war ein Multifunktionsbau mit der Ratsstube im ersten Obergeschoss, der Konsistorialstube im zweiten und einer Markthalle im Erdgeschoss.

### Nutzungswandel
Während des Dreißigjährigen Krieges wurde Marktbreit von durchziehenden Soldaten mehrfach geplündert. Vor allem nach der Schlacht bei Nördlingen 1634 plünderten katholisch-kaiserliche Truppen die evangelischen Orte am Maindreieck. Das Rathaus wurde besetzt und hier die Kommandantur der Besatzer eingerichtet. 1639 wurde ein Getreidemagazin für Kriegszwecke im Dachboden des Rathauses eingerichtet. Nach dem Ende des Krieges initiierte man 1650 einen Umtrunk für die gesamte Bevölkerung im Rathaus.
Bereits 1643 war das Haus nach den Plünderungen wieder instand gesetzt worden. Die gesamte Frühe Neuzeit hindurch nahmen die Gefahren für den Ort und das Gebäude nicht ab. 1659 bis 1660 besetzten die Herren von Seckendorff das Rathaus, um ihren Anspruch auf Marktbreit zu untermauern. Im Jahr 1759 besetzte eine aus Kitzingen kommende, preußische Abteilung im Siebenjährigen Krieg das Rathaus. Nur eine Brandschatzung verhinderte das Niederbrennen des Hauses.
Am 26. September 1806 wurde das Fürstentum Schwarzenberg, zu dem Marktbreit jahrhundertelang gehörte, aufgelöst und der Markt kam an Bayern. Nach einer Zwischenzeit im Großherzogtum Würzburg wurde der Ort 1814 endgültig bayerisch. Im Jahr 1819 stieg der Marktort zur Stadt auf, wobei der Bevölkerung ihren neuen Status von Herrschaftsrichter Elferich im Rathaus verkündet wurde. Marktbreit verlor in der Folgezeit seine Handelsorientierung und die Stadtoberen hatten immer wieder Probleme die historischen Bauten zu erhalten.

### Umbauten

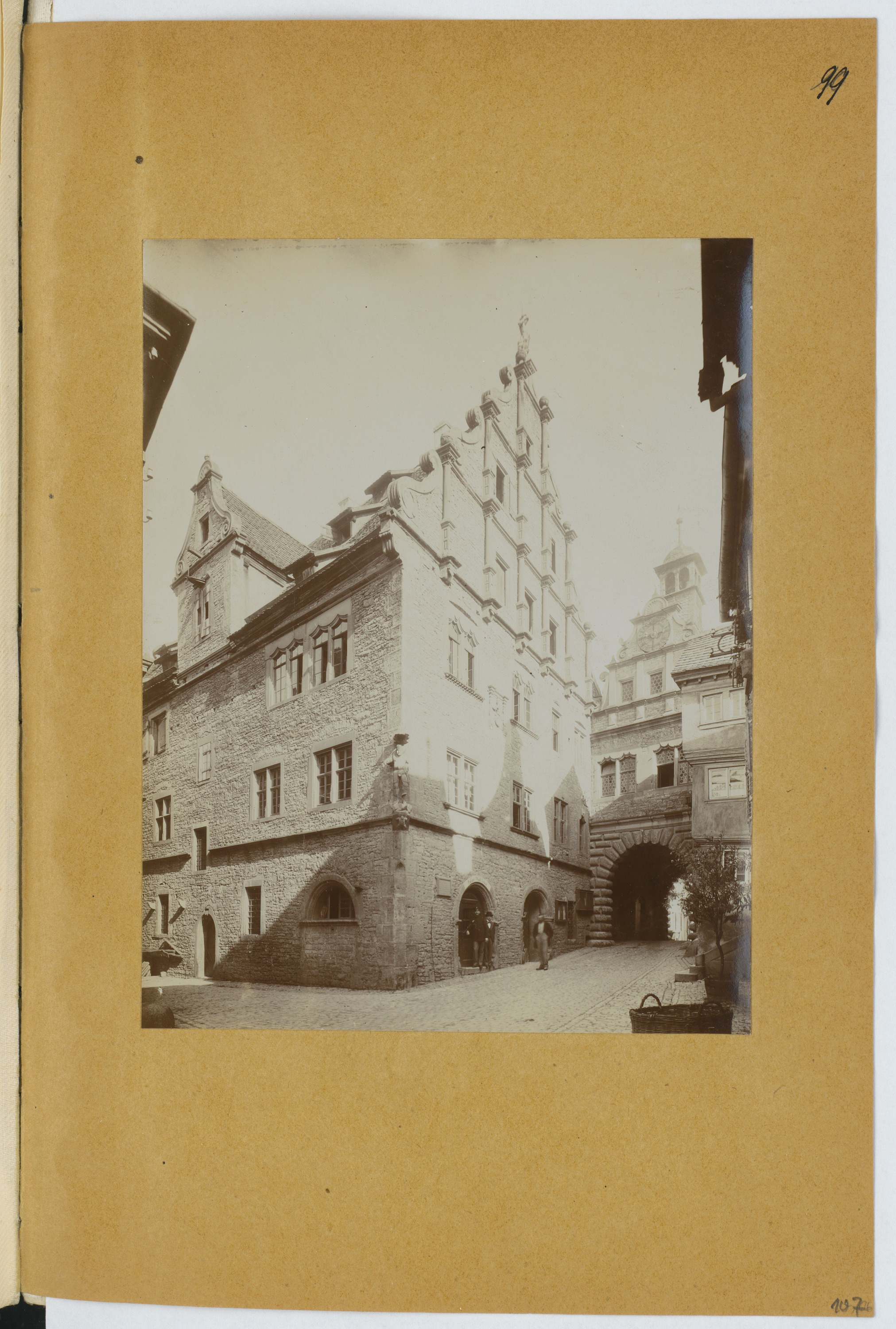
Fotografie des Marktbreiter Rathauses, Otto Stiehl (1860–1940)

Am 19. August 1883 beschloss der Stadtrat den Ratssaal in seiner ursprünglichen Form wiederherzustellen. Anschließend unterzog man auch den Boden einer Erneuerung. 1884 wurden die Renovierungsarbeiten, die vom Nürnberger Baulackierer Ferdinand Egerer vorgenommen worden waren, begutachtet und der Saal kurze Zeit später eingeweiht. Die Mobilien im Rathaus, wie Bilder und der grüne Kachelofen, wurden ebenfalls im 19. Jahrhundert einer Renovierung unterzogen.
Außen begann man die Erneuerungen an der Fensterfront der Südseite. 1888 ersetzte man die Georgsfigur auf dem Ostgiebel des Rathauses durch eine Arbeit des Würzburger Bildhauers Andreas Herbst. 1901 wurde nach einem Sturm auch die Erneuerung der Georgsfigur an der Südostkante des Hauses notwendig. Erst 1909 konnte die neue Figur des Bildhauers Christoph Nüßlein aus München aufgestellt werden. Im gleichen Jahr ging ein Schreiben des Generalkonservatoriums in München ein, das die Einrichtung eines Ortsmuseums im Rathaus forderte.
Bis 1913 war jedoch das Rathaus in seiner gesamten Substanz bedroht, sodass eine Umgestaltung in ein Museum nicht stattfand. Insbesondere der Ostgiebel des Gebäudes war marode und die Säulen stark verwittert. Nach der Anbringung eines Gerüsts verhinderte der Ausbruch des Ersten Weltkriegs weitere Arbeiten. 1917 wurden weitere Schäden am gesamten Gebäude durch ein Gutachten des Würzburger Architekten Fritz Fuchsenberger offenbar. Erst 1918 schritten die dringend nötigen Arbeiten schneller voran.
Der Zweite Weltkrieg stellte dann eine unmittelbarere Gefahr für das Marktbreiter Rathaus dar. In den letzten Kriegstagen wurde die Stadt von amerikanischer Artillerie beschossen. Dabei erlitt auch das Rathaus mehrere Treffer, wobei der Sitzungssaal im Inneren weitgehend zerstört wurde. Nach den Beseitigungen der verkehrswichtigen Zerstörungen, erneuerte man 1945 auch das Rathaus. Aber erst 1953 konnte der Sitzungssaal renoviert werden.
1965/1966 gestaltete man die Rathausdiele im ersten Obergeschoss zu einem Festraum um. Im Jahr 1966 musste das Dach erneuert werden, es bestand Einsturzgefahr. In der Folge begann man auch die Innenräume einer Restaurierung zu unterziehen. Im Zuge der Gemeindegebietsreform bei der auch die Verwaltungsgemeinschaft Marktbreit mit Sitz im Rathaus gebildet wurde, gestalteten die Stadtoberen das Bauwerk in den 1970er Jahren vollständig um. Das Rathaus ist heute Baudenkmal, untertägige Überreste der Vorgängerbauten werden als Bodendenkmal geführt. Daneben bildet es ein wichtiges Element des Ensembles Altstadt Marktbreit.

## Architektur und Innenausstattung

### Baubeschreibung

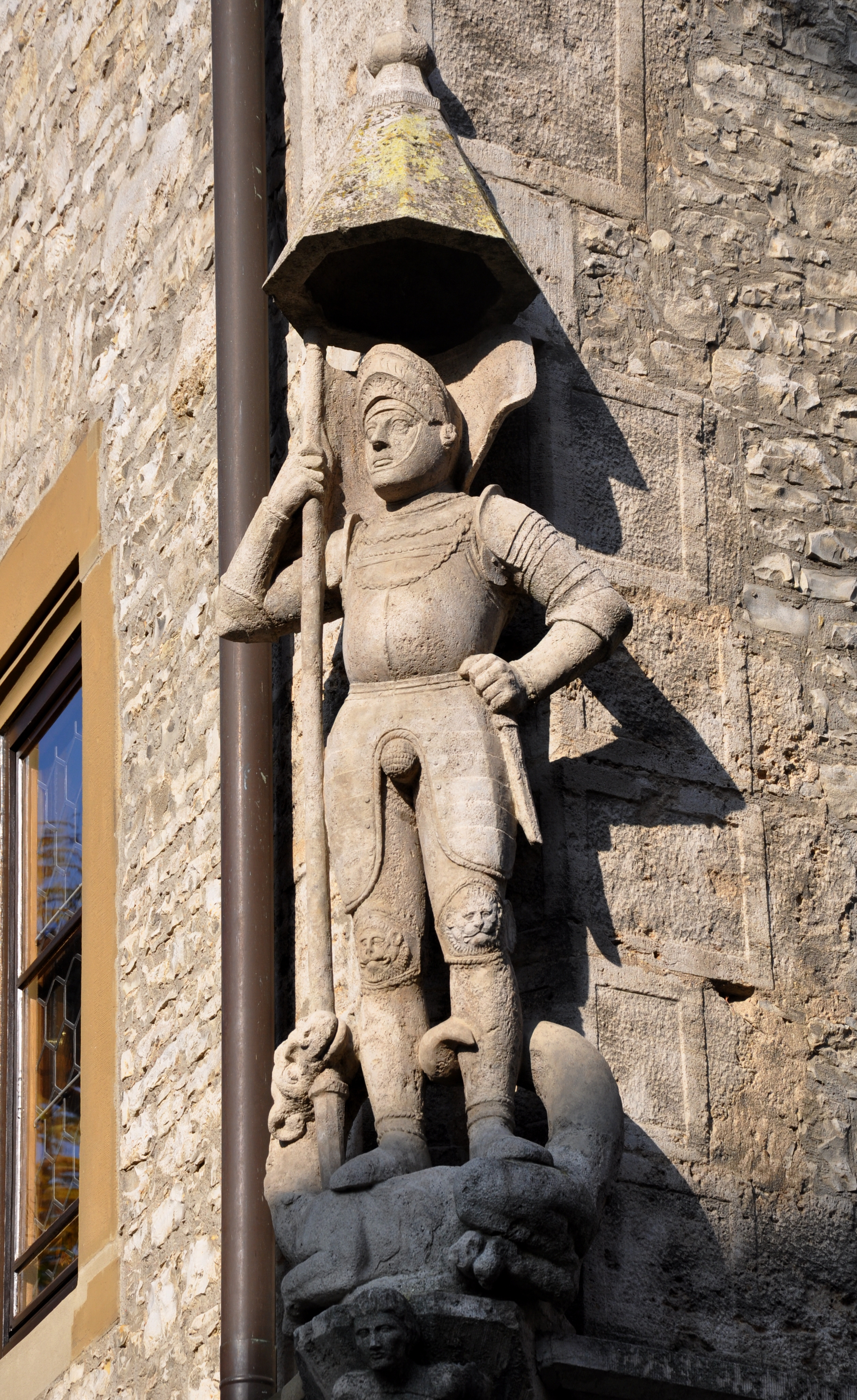
St.-Georgs-Figur an der Südostecke

Das Marktbreiter Rathaus präsentiert sich als dreigeschossiger, unverputzter Bruchsteinbau der Renaissance. Bemerkenswert ist die Lage des Baus am Rande der Altstadt, da viele andere fränkische Rathäuser im Zentrum der Siedlung zu finden sind. Der Bau besitzt einen rechteckigen Grundriss von etwa 25 m Länge und rund 14 m Breite und schließt mit einem Satteldach ab. Als Schauseite dient die Ostfassade an der schmalen Marktstraße, die zusammen mit dem zur Marktbreiter Ortsbefestigung gezählten Maintor ein Bauensemble bildet.
Im Erdgeschoss sind heute noch die ehemals hier angebrachten Laubengänge zu erkennen. Viele der halbrunden Portale sind allerdings heute zugemauert. Eine Inschriftentafel nahe der Nordostecke verweist auf die Umstände des Baus. Die Inschrift lautet: „Als man zalt 1579 habe / Schulthays, Burgermeister u./ Rath alhie diesen Baw angef-/sind Bawmeister gewest/claus Beringer u. Matthes/Jhon. Werckmaister Hans/Kessebrot steinmetzmeister/und Leonhart Götz Zimermann/Gott allein die Ehre“.
Ein schmales Gesims leitet zum ersten Obergeschoss über. Das Rathaus wird hier von mehreren zweibahnigen Fenstern dominiert, deren profilierte Gewände teilweise noch aus Gnodstädter Sandstein geschaffen wurden. Im 19. Jahrhundert wurden die meisten Elemente aus Muschelkalk nachgearbeitet. Ganz rechts, nahe dem Maintor, hat sich ein sogenanntes Vorhangewände erhalten. Mehrere weitere Fenster am Rathaus weisen diese Gewändeform auf.

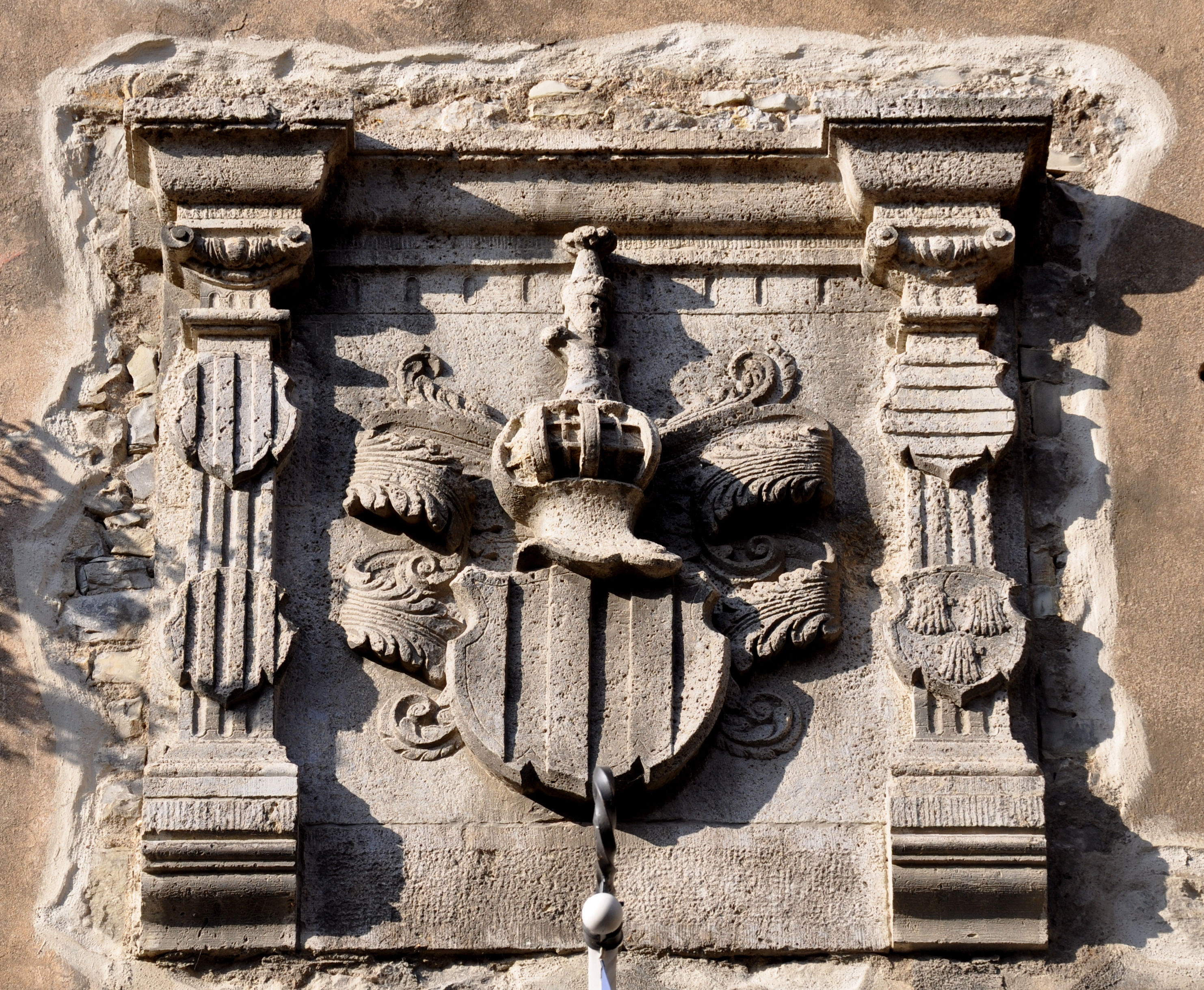
Wappen des Georg Ludwig von Seinsheim am Rathaus

Das zweite Obergeschoss gliedert sich, neben den Fenstern, die ähnlich uneinheitlich wie die darunterliegenden gestaltet sind, durch eine Wappentafel. Hier hat sich der Grundherr von Marktbreit, Georg Ludwig d. Ä. von Seinsheim verewigt. Links und rechts rahmen die Wappen der Familien Seinsheim, Schwarzenberg, Eyb und Rieneck das zentrale Vollwappen der Herren von Seinsheim mit dem fünfmal gespaltenen Schild ein. Damit stellt die Tafel eine Ahnenprobe dar, wie sie in der Frühen Neuzeit häufig auf Epitaphien zu finden ist.
Unüblich ist die Anordnung der Ahnenprobe: Normalerweise würde man erwarten, dass die Wappen der Eltern und damit der beiden Großväter oben stehen und die der beiden Großmütter unten. Hier ist das aber anders angeordnet, rechts oben steht der Schild für den Vater, Melchior von Seinsheim zu Hohenkottenheim und Seehaus, und den Großvater väterlicherseits, Erkinger von Seinsheim zu Kottenheim und Seehaus. Der Schild rechts unten steht für die Mutter, Anna von Schwarzenberg und Hohenlandsberg, und den Großvater mütterlicherseits, Johann von Schwarzenberg gen. der Starke. Heraldisch links oben ist in dieser ungewöhnlichen Anordnung die Großmutter mütterlicherseits zu finden, Kunigundis Gräfin von Rieneck, und zuletzt kommt links unten die Großmutter väterlicherseits, Dorothea von Eyb.
Der dreifach abgesetzte Steiggiebel der Ostseite bildet das markanteste Element des Baus. Ursprünglich waren die hier angebrachten freistehenden Säulen auf Stühlen ebenfalls aus Sandstein geschaffen. Heute präsentieren sie sich in Muschelkalk. Den Abschluss des Giebels bildet eine Figur des heiligen Georg, die als Rechtsmal den vorüberfahrenden Mainschiffern deutlich machte, dass in Marktbreit ein Zoll zu entrichten war. Eine ähnliche Figur ist an der abgefasten Südostecke zu finden. Hier diente die Figur als Ausdruck der Marktgerechtigkeit.
Weit weniger repräsentativ fallen die restlichen drei Seiten des Baus aus. Die südliche Längsseite übernahm mit ihrem Rundbogenportal ursprünglich die Funktion des Haupteingangs, dahinter erfolgt der Übergang zu den Stiegen im Inneren. Ein Zwerchhaus ragt auf der Südseite auf. Die Westfassade, die 1935 vollständig aus Muschelkalk wiederaufgebaut wurde, bildet ein Ensemble mit dem sich anschließenden, sogenannten Schwarzen Turm als Teil der Marktbreiter Stadtbefestigung. Ihr Giebel wurde lediglich mit Voluten verziert.

### Innenraum
Das Innere des Rathauses wurde in den vergangenen Jahrzehnten großen Veränderungen unterzogen. Im Erdgeschoss errichtete man zunächst eine große, ursprünglich als Marktraum genutzte Halle. Heute haben sich hier lediglich noch mehrere Holzsäulen erhalten, die 1579 aus den Haßbergen angeliefert wurden. Über ein Treppenhaus ist der komplette Bau erreichbar. Die Wendeltreppe entstammt ebenfalls dem 16. Jahrhundert, wobei die erhaltenen Steinmetzzeichen keinem bekannten Baumeister zugeordnet werden können. 1917 entstand eine zweite Treppe im Inneren.

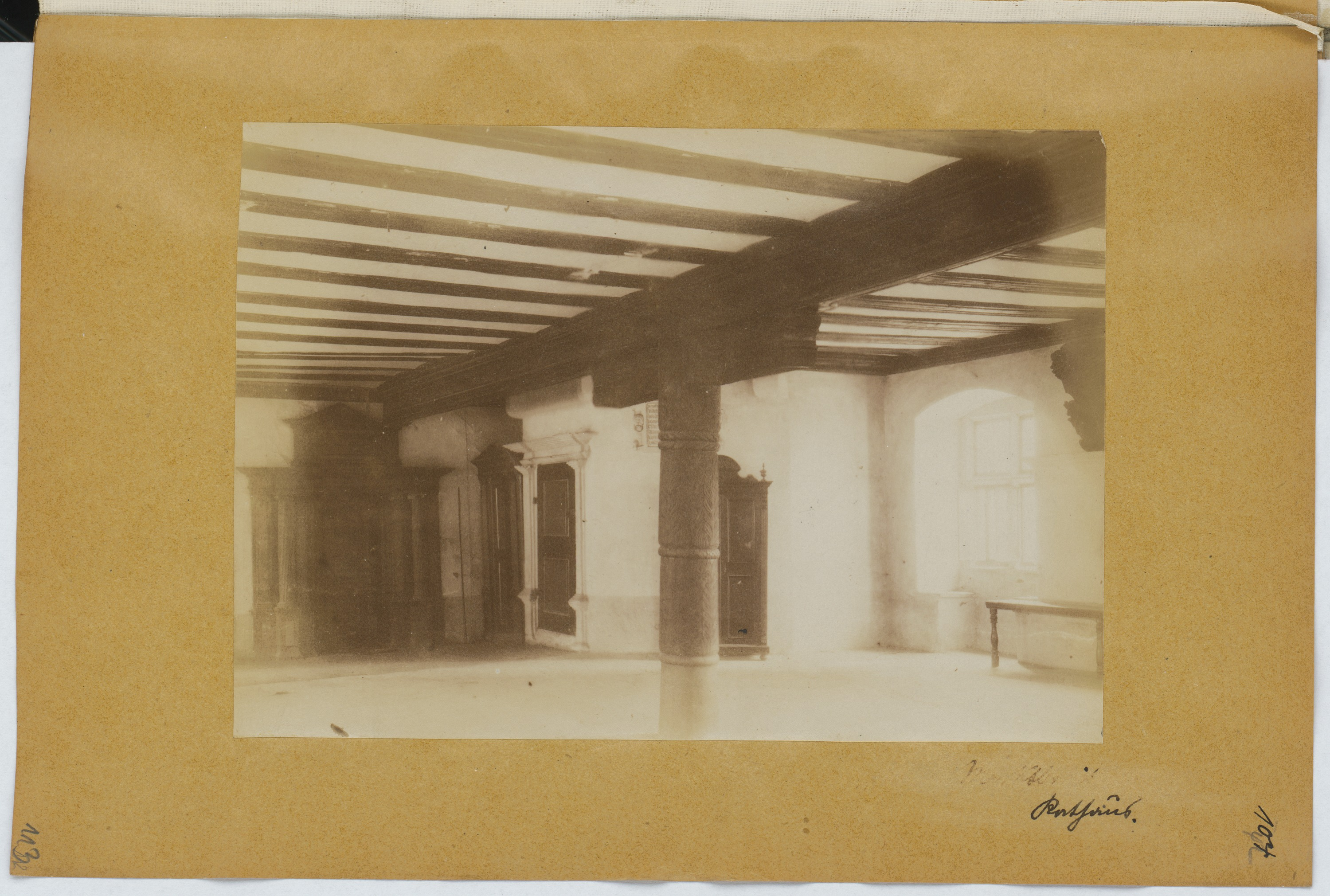
Die Konsistorialstube, Fotografie Otto Stiehl (1860–1940)

Im ersten Obergeschoss wird der Bau noch immer von der etwa 204 Quadratmeter großen Rathausdiele dominiert. Dieser Raum entstand in seiner heutigen Form im Jahr 1745 anlässlich der Huldigung für Fürst Josef I. Adam von Schwarzenberg. Die Durchzugsbalken sind ebenso erhalten, wie die beiden Säulenpaare. Zwei weitere Säulen wurden zur Verstärkung angebracht. Besonders bedeutsam sind die sieben Bildtafeln aus Fichtenholz, die von Johann Derleth und Georg Christian Urlaub gemalt wurden. Zur Zeit der Fertigstellung bestanden insgesamt 27 Tafeln, die in allegorischen Bildern den Landesherren preisen. Eine zweite Steintafel weist auf die Baumeister des Rathauses hin.
Auf der Ostseite leitet ein kunstvoll gestaltetes Holzportal mit architektonischen Elementen der Renaissance zum heutigen Trausaal, der ehemaligen Ratsstube über. Der gesamte Raum ist vertäfelt, die Decke wurde kassettiert. Dreifarbig gefasste Intarsienarbeiten zeigen kleine Säulen mit Giebelaufsätzen und florale Motive. Die beiden plastischen, aus der Wand ragenden Köpfe rechts und links verweisen eventuell auf die unbekannten Künstler, die diesen Raum schufen. Neben einem Renaissance-Wandschrank hat sich ein Kachelofen aus dem 19. Jahrhundert erhalten. Die Vertäfelung wurde erst 1883 wieder freigelegt.
Der Ausbau des zweiten Obergeschosses geht auf die Renovierungen durch den Architekten Fritz Fuchsenberger zwischen 1917 und 1919 zurück. In der großen Diele des Obergeschosses sind noch die Überreste eines Kamins erkennbar, das wohl ursprünglich mit dem Wappen der Herren von Seinsheim verziert war. Das alte Uhrwerk des Maintores fand hier Aufstellung. Die ehemalige Konsistorialstube mit ihren Wandbemalungen wird heute als Sitzungssaal genutzt. Jagdszenen wechseln sich mit biblischen Motiven aus der Zeit der Errichtung ab.